# Semorina brachychelyne
Semorina brachychelyne is een spinnensoort in de taxonomische indeling van de springspinnen (Salticidae).
Het dier behoort tot het geslacht Semorina. De wetenschappelijke naam van de soort werd voor het eerst geldig gepubliceerd in 1949 door Crane.